# Люсі Грей
Люсі Грей (нар. грудень 2006 р.) — активістка зі зміни клімату з Нової Зеландії.

## Біографія
Люсі Грей — учениця школи Ао Таухіті в Крайстчерчі, а раніше навчалася в Кашемірській середній школі. Вона є національним головою кліматичних заходів School Strike 4, включаючи марші для учнів школи. Три марші відбулися в 2019 році, 15 березня (який був залишений з міркувань безпеки через стрілянину в мечеті Крайстчерча), 24 травня і знову 27 вересня. Четвертий протест у приміщенні відбувся у травні 2020 року, коли Нова Зеландія була заблокована через пандемію COVID-19.
У травні 2019 року Грей зустрілася з прем'єр-міністеркою Джасіндою Ардерн, щоб обговорити плани уряду щодо подолання кризи, пов'язаної зі зміною клімату. У 2019 році вона виступала на Національному дні молодих лідерів, фестивалі «За майбутнє 2019» та на TEDx Youth@Christchurch. На початку 2020 року вона була читачкою подій 1,5 Degrees Live!. Люсі стала основною доповідачкою на онлайн-самміті з цілей сталого розвитку Нової Зеландії Аотеароа на 2020—2021 роки.
Грей називає Ґрету Тунберг, шведську активістку зі зміни клімату, як одну зі своїх прикладів і натхненників. Вона є авторкою гімну протесту проти зміни клімату «Rise up».
Грей також є співачкою і автором пісень, яка випустила свій перший сингл «Your Name» у 2022 році. З 2023 року Грей випускає сингли з продюсерами Енді і Віком Ноппом в рамках свого майбутнього міні-альбому.